# Боби Џексон
Боби Џексон (енгл. Bobby Jackson; Ист Спенсер, Северна Каролина, 13. март 1973) је бивши амерички кошаркаш. Играо је на позицији плејмејкера.

## Успеси

### Појединачни
- Шести играч године НБА (1): 2002/03.
- Идеални тим новајлија НБА — друга постава: 1997/98.